# Paranoiathriller
Een paranoiathriller (of samenzweringsthriller) is een subgenre van de thriller waarbij wantrouwen of paranoia een rol speelt.
Een thema in dit genre is de protagonist die een samenzwering ontdekt en de waarheid probeert aan het licht te brengen. Om de samenzwering en leugens te ontmaskeren zet de protagonist – meestal een amateur-detective of journalist – vaak zijn leven op het spel. De samenzwering wordt dikwijls op kleine schaal en per toeval ontdekt.
In de Verenigde Staten kende dit subgenre in de filmwereld een enorm succes in de jaren 1960-70. Aan de basis lagen vaak waargebeurde schandalen en samenzweringen. De Vietnamoorlog, de moord op president John F. Kennedy en het Watergate-schandaal dienden regelmatig als inspiratiebron. De angst die in het land heerste – omwille van de verscheidene moordaanslagen en politieke complotten – was de perfecte voedingsbodem.

## Lijst van belangrijke paranoiathrillers (film)
- Invasion of the Body Snatchers (1956)
- The Manchurian Candidate (1962)
- Seven Days in May (1964)
- Blow-Up (1966)
- Z (1969)
- Klute (1971)
- Serpico (1973)
- Executive Action (1973)
- Chinatown (1974)
- The Conversation (1974)
- The Parallax View (1974)
- The Stepford Wives (1975)
- Three Days of the Condor (1975)
- All the President's Men (1976)
- Marathon Man (1976)
- Capricorn One (1978)
- Coma (1978)
- Invasion of the Body Snatchers (1978)
- Blow Out (1981)
- Missing (1982)
- Silkwood (1983)
- Nineteen Eighty-Four (1984)
- No Way Out (1987)
- The Package (1989)
- JFK (1991)
- Enemy of the State (1998)
- Syriana (2005)
- The Da Vinci Code (2006)
- Michael Clayton (2007)
- State of Play (2009)
- The Ghost Writer (2010)
- Kill the Messenger (2014)